# Universiteit van Aix-Marseille
De Universiteit van Aix-Marseille (Frans: Université d'Aix-Marseille of Aix-Marseille Université; afkorting: AMU, gestileerd als amU) is een universiteit in Zuid-Frankrijk en een van de grootste Franstalige universiteiten ter wereld. Ze ontstond op 24 augustus 2011 door de fusie van drie bestaande universiteiten, waarvan de oudste voorganger dateert uit 1409.
De universitaire gebouwen liggen verspreid over vijf hoofdcampussen in de steden Aix-en-Provence en Marseille. Daarnaast heeft de AMU nevenfaciliteiten in Arles, Aubagne, Avignon, Digne-les-Bains, Gap, La Ciotat, Lambesc en Salon-de-Provence. De bestuurszetel van de universiteit bevindt zich aan de Jardin du Pharo in het 7e arrondissement van Marseille.
De Universiteit van Aix-Marseille staat meestal in de top tien van Franse universiteiten; volgens de Shanghai ranking op de vierde plaats, volgens de CWUR-ranking op de zesde. Wereldwijd stond de AMU volgens eerstgenoemde ranking in 2016 op de 115e plaats. De universiteit heeft opmerkelijk veel bekende afgestudeerden afgeleverd op het gebied van recht, politiek, economie, wetenschap en kunst. Onder de alumni en (voormalige) docenten bevinden zich vijf Nobelprijswinnaars, een tweevoudige Pulitzerprijswinnaar, vier Césarprijswinnaars, daarnaast verschillende staatshoofden en regeringsleiders, ministers, ambassadeurs en leden van de verschillende academies van het Institut de France.

## Geschiedenis

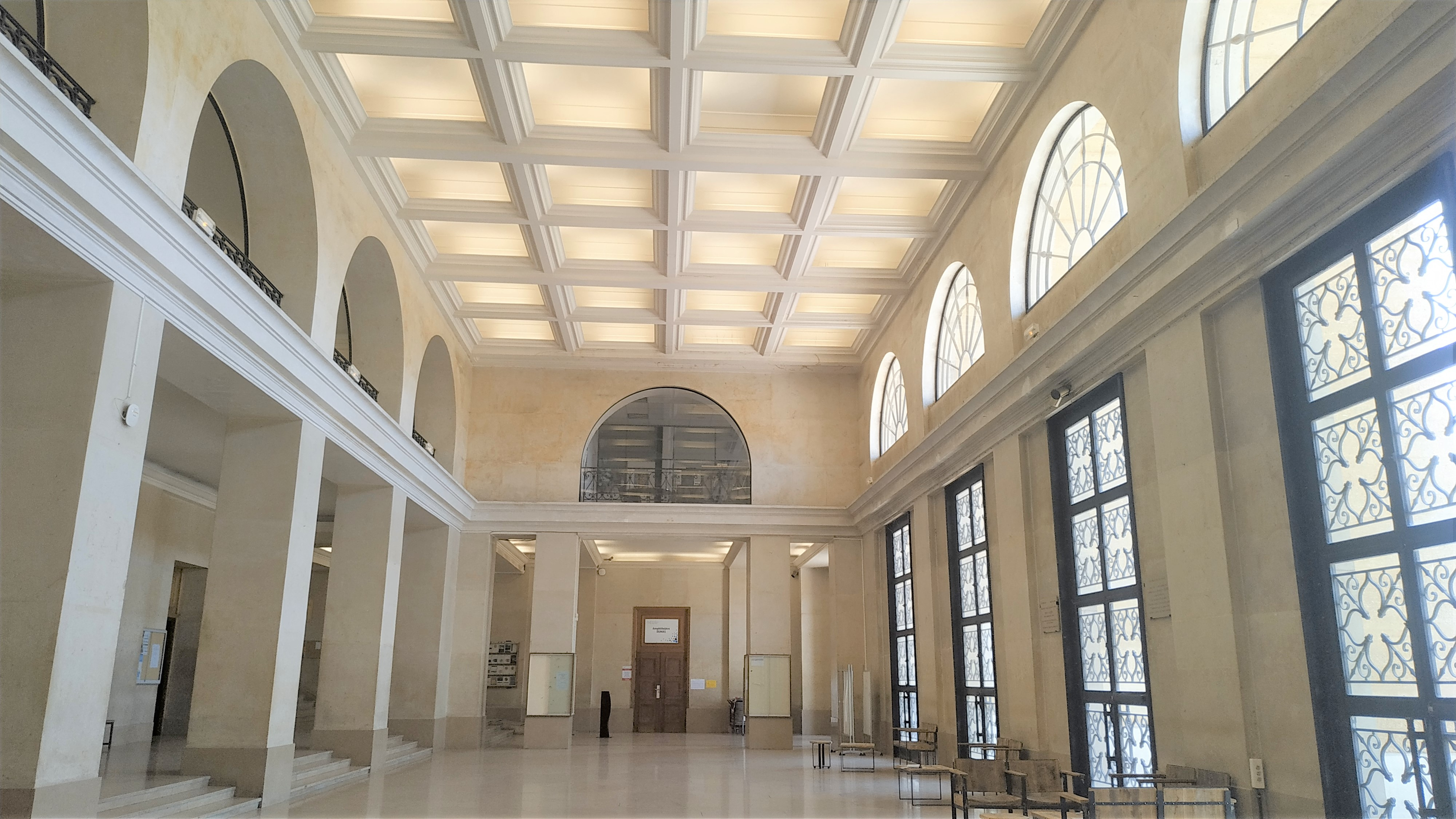
Pouillon-gebouw in Aix (rechtenfaculteit)

De oudste voorganger van de Universiteit van Aix-Marseille is de universiteit van Aix, die in 1409 in Aix-en-Provence werd gesticht door Lodewijk II van Anjou, hertog van Provence. In 1791 werd de universiteit – net als alle andere in Frankrijk – opgeheven in de nasleep van de Franse Revolutie. De diverse faculteiten en instituten verspreid over de stad werden toen onafhankelijke instellingen. Vanaf het einde van de negentiende eeuw werden de afzonderlijke faculteiten weer samengebracht en vormden toen de nieuwe Universiteit van Provence. Op 12 november 1968 werd, min of meer als gevolg van de Parijse studentenrevolte, een nieuwe hogeronderwijswet ("la loi Faure") aangenomen, als gevolg waarvan veel universiteiten werden opgesplitst. Dat gebeurde ook bij de Universiteit van Provence, waardoor drie instellingen ontstonden: in 1970 de Universiteit van Aix-Marseille I (ook Universiteit van Provence genoemd) en de Universiteit van Aix-Marseille III (vanaf 1994: Universiteit van de Middellandse Zee); in 1973 werd de Universiteit van Aix-Marseille III opgericht (vanaf 2004: Paul-Cézanne Universiteit). Vanaf 2004 werkten de drie universiteiten weer intensief samen, wat in juni 2007 leidde tot een voorgenomen fusie. Zo ontstond de huidige Universiteit van Aix-Marseille, officieel opgericht op 24 augustus 2011. Vanaf 1 januari 2012 was de fusie een feit. Twee dagen later werd Yvon Berland verkozen tot eerste voorzitter (président) van het college van bestuur. In 2020 werd hij opgevolgd door Eric Berton.

## Organisatie

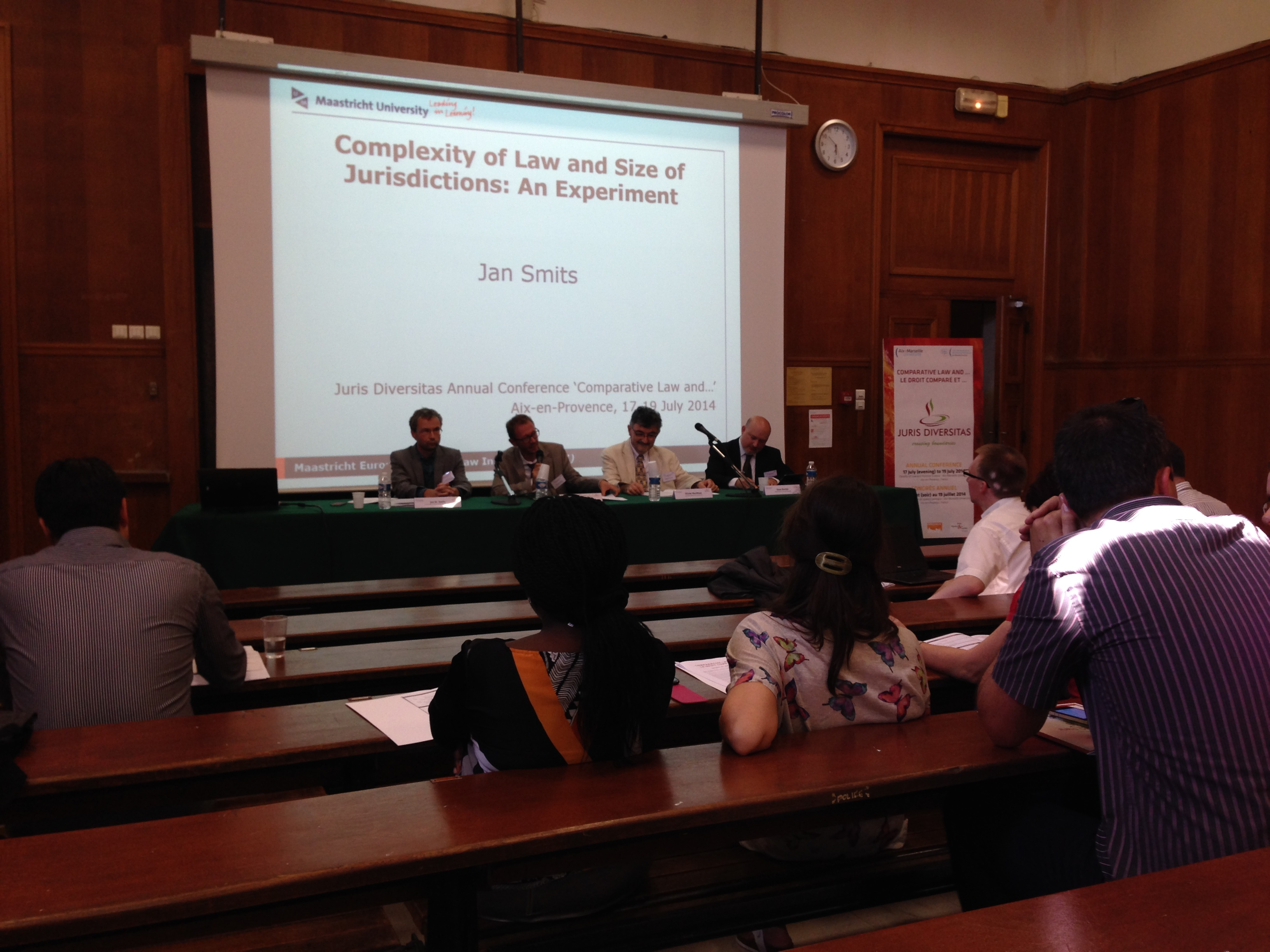
Auditorium van de faculteit Rechten en politieke wetenschappen in Aix-en-Provence. Links: prof. Jan Smits

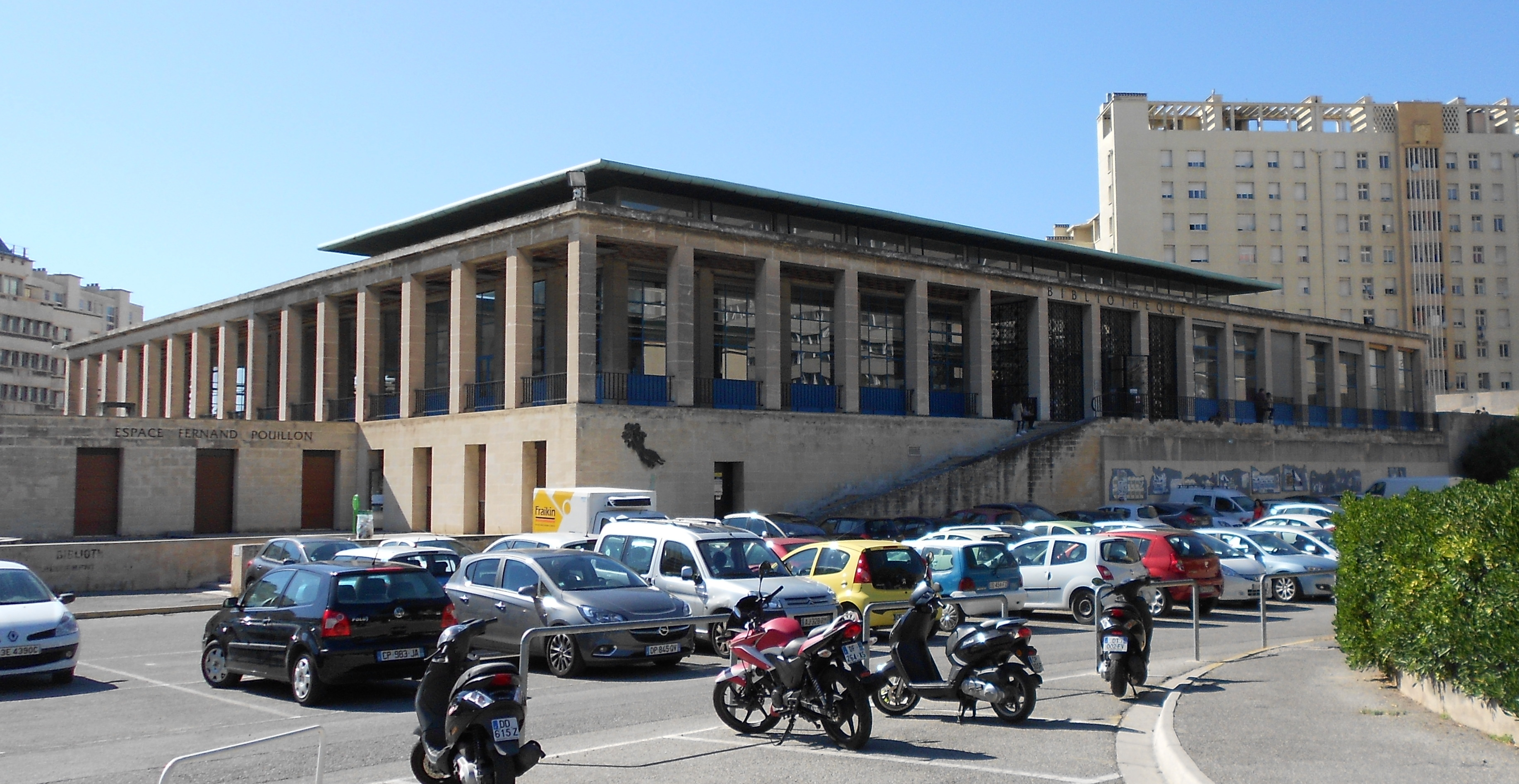
Universiteitsbibliotheek op de campus Marseille Saint-Charles

Het onderwijs aan de AMU richt zich op vijf vakgebieden:
- Kunst, literatuur, talen, geesteswetenschappen en sociale wetenschappen
- Rechten en politieke wetenschappen
- Business en management
- Gezondheidswetenschappen
- Natuurwetenschappen en technologie

De universiteit heeft vijf grote campussen, waarvan één in Aix-en-Provence en vier in Marseille. Elke campus is gevestigd op meerdere locaties
- Aix-en-Provence: locaties in het Quartier des facultés (geesteswetenschappen, rechten, economie), stadscentrum (openbaar bestuur, politieke wetenschappen, INSPÉ), Montperrin (rechten, exacte wetenschappen), Puyricard (IAE), Arbois (exacte wetenschappen) (circa 30.000 studenten);
- Marseille Étoile: locaties Saint-Jérôme (exacte wetenschappen, IUT) en Château-Gombert (exacte wetenschappen) (ca. 4.500 studenten);
- Marseille Centre: locaties Saint-Charles (exacte wetenschappen, letteren), Canebière (rechten, INSPÉ), Colbert (economie) (ca. 13.000 studenten);
- Marseille La Timone: faculteit medische wetenschappen (locaties Noord en Timone) en EJCAM (ca. 14.000 studenten);
- Marseille Luminy: exacte wetenschappen, sportwetenschappen, Polytech Marseille, IUT en OSU Institut Pytheas (ca. 4.500 studenten)

De universiteit heeft daarnaast kleinere vestigingen in Arles (rechten en IUT), Aubagne (exacte wetenschappen, beeld- en geluidstechniek), Avignon (INSPÉ), Digne-les-Bains (IUT, ESPE), Gap (sportwetenschappen, economie, IUT), La Ciotat (IUT) en Salon-de-Provence (IUT) (in totaal 5.200 studenten op deze locaties).
De universiteit heeft partnerschappen met diverse universiteiten wereldwijd. De AMU participeert met 375 andere universiteiten in het Erasmus uitwisselingsprogramma. In 2013 was bijna een zevende van de toen 72.000 studenten internationaal.

## Bekende (oud)hoogleraren
Van de bekendere (oud)hoogleraren van de Universiteit van Aix-Marseille en haar voorgangers kunnen genoemd worden:
- Jean Chacornac – Franse astronoom
- Jean Dufay – Franse astronoom, lid van de Franse Academie van Wetenschappen
- Charles Fabry – natuurkundige, hoogleraar aan de Sorbonne, medeontdekker van de ozonlaag
- Sheldon Glashow – winnaar van de Nobelprijs voor Natuurkunde, 1979
- Henri Lucien Jumelle – Franse botanicus
- Angus Maddison – Britse econoom, voormalig hoogleraar aan de Rijksuniversiteit Groningen
- Gérard Mestrallet – manager, voorzitter en CEO van ENGIE, 2008–2016
- Henry Mintzberg – auteur over business en management, verbonden aan McGill University
- Henri Padé – Franse wiskundige
- Jean-Louis Pons – Franse astronoom
- Didier Raoult – Franse bioloog
- Wilhelm Tempel – Duitse astronoom
- Nicolas Tournadre – tibetoloog, lid van het LACITO-lab van het CNRS
- André Weil – Franse wiskundige, bekend om zijn fundamentele werk in getallentheorie

## Bekende alumni

### Nobelprijswinnaars
- Pierre Agostini – winnaar van de Nobelprijs voor Natuurkunde, 2023
- René Cassin – winnaar van de Nobelprijs voor de Vrede, 1968
- Jean-Marie Gustave Le Clézio – winnaar van de Nobelprijs voor de Literatuur, 2008
- Frédéric Mistral – winnaar van de Nobelprijs voor de Literatuur, 1904

### Wetenschappers en academici
- Henri Fabre – Franse vliegenier, uitvinder van eerste succesvolle watervliegtuig
- Pierre Gassendi – Franse filosoof, priester, wetenschapper, astronoom en wiskundige
- Fredric Jameson – Amerikaanse literatuurcriticus, marxistisch politiek theoreticus
- Henri Lefebvre – Franse socioloog, marxistische intellectueel en filosoof
- Bernard Lugan – Franse historicus, universitair hoofddocent Afrikaanse geschiedenis
- Angus Maddison – Britse econoom, emeritus hoogleraar aan de Faculteit Economie van de Universiteit Groningen
- Henri J. Nijdam – Nederlands-Franse directeur/redacteur van Le Nouvel Économiste
- Philip M. Parker – Amerikaanse hoogleraar managementwetenschappen
- Nicolas-Claude Fabri de Peiresc – Franse astronoom, antiquaar
- Régine Pernoud – Franse historicus en mediëvist
- Abdeljelil Temimi – Tunesische historicus
- Matthias Theodor Vogt – Duitse historicus en musicoloog
- Jens Weidmann – Duitse econoom; president van de Deutsche Bundesbank, 2011–2021; voorzitter van de Bank voor Internationale Betalingen, 2015–2021

### Staatshoofden en regeringsleiders
- Édouard Balladur – minister van Buitenlandse Zaken, 1986–1988; premier van Frankrijk, 1993–1995
- Norbert Likulia Bolongo – Zaïrees generaal; premier van Zaïre, 1997
- Jean-Jacques-Régis de Cambacérès – tweede consul van Frankrijk, 1799–1804
- Félix Gouin – president / premier van Frankrijk, 1946; Minister van Staat, 1946–1947
- Chandrika Kumaratunga – president van Sri Lanka, 1994–2005
- Vasil Kolarov – premier van Bulgarije, 1949–1950
- Norodom Ranariddh – premier van Cambodja, 1993–1997
- Maurice Rouvier – premier van Frankrijk, 1887, 1905–1906
- Adolphe Thiers – premier van Frankrijk, 1836, 1840; president van Frankrijk, 1871–1873

### Politici, diplomaten, juristen
- Jacques Barrot – politicus; lid van de Constitutionele Raad van Frankrijk, 2010–2014; vicevoorzitter van de Europese Commissie, 2004–2010; Europees Commissaris voor Justitie, Grondrechten en Burgerschap, 2008–2010; Europees Commissaris voor Transport, 2004–2008; minister van Sociale Zaken van Frankrijk, 1995–1997; minister van Volksgezondheid van Frankrijk, 1979–1981; minister van Handel en Industrie van Frankrijk, 1978–1979
- Albert Jan van den Berg – jurist; hoogleraar (leerstoel arbitrage aan de Erasmus Universiteit Rotterdam; president van het Nederlands Arbitrage Instituut
- Albert Borschette – Luxemburgs politicus; Europees Commissaris voor Mededinging, 1970–1976
- Christophe Castaner – politicus; minister van Binnenlandse Zaken van Frankrijk, 2018–2020
- Roger Garaudy – politicus; lid van de Senaat van Frankrijk, 1959–1962
- Sylvie Goulard – politicus; Europarlementariër, 2009–2017
- Pierre Amédée Jaubert – diplomaat, politicus, ontdekkingsreiziger, oriëntalist
- Claude Jorda – jurist; procureur-generaal bij het Hof van beroep in Bordeaux en Parijs 1985–1994; rechter/president van het Internationaal Straftribunaal voor het voormalige Joegoslavië (ICTY) 1994–2003; rechter bij het Internationaal Strafhof (ICC), 2003–2007
- Christine Lagarde – jurist, zakenvrouw; president van de Europese Centrale Bank (ECB), 2019–heden; algemeen directeur van het Internationaal Monetair Fonds (IMF), 2011–2019; minister van Economie, Industrie en Werkgelegenheid van Frankrijk, 2007–2011; minister van Landbouw van Frankrijk, 2007
- Federica Mogherini – Italiaans politicus; minister van Buitenlandse Zaken van Italië, 2014; Hoge Vertegenwoordiger van de Unie voor Buitenlandse Zaken en Veiligheidsbeleid; vicevoorzitter van de Europese Commissie, 2014–2019
- Claude-Emmanuel de Pastoret – politicus; president van de Nationale Wetgevende Vergadering van Frankrijk, 1791; voorzitter van de Raad van Vijfhonderd, 1796
- Germaine Poinso-Chapuis – politicus; minister van Volksgezondheid van Frankrijk, 1947–1948
- Jean-Étienne-Marie Portalis – politicus; lid/voorzitter van de Senaat van Frankrijk, 1795–1797
- Martine Reicherts – Luxemburgs politicus; Europees Commissaris voor Justitie, Grondrechten en Burgerschap, 2014; directeur-generaal van Directoraat-generaal Onderwijs en Cultuur (DG EAC), 2015–2018
- Nicolas Schmit – Luxemburgs politicus; Europees Commissaris voor Werkgelegenheid en Sociale Rechten, 2019–heden; minister van Arbeid, Werkgelegenheid en Immigratie van Luxemburg, 2013–2018
- René Steichen – Luxemburgs politicus; Europees Commissaris voor Landbouw en Plattelandsontwikkeling, 1992–1995; Europees Commissaris, 1992–1995
- Philippe Séguin – politicus; (vice-)voorzitter van de Nationale Vergadering van Frankrijk, 1993–1997, 1981–1986
- Xavier Vallat – politicus; lid van de Nationale Vergadering van Frankrijk, 1919–1924; 1928–1940
- Dominique Vian – administrateur Franse overzeese departementen

### Schrijvers, musici, kunstenaars, entertainers sporters
- Paul Alexis – Franse romanschrijver, toneelschrijver en journalist
- Fanny Ardant – Franse actrice, winnares van de César voor Beste Actrice in 1997
- Christophe Arleston – Franse striptekenaar en redacteur
- Ariane Ascaride – Franse actrice, winnares van de César voor Beste Actrice in 1998
- Sandrine Aubert – Franse skiester, viervoudig winnaar van de FIS Wereldbeker alpineskiën
- Ishmael Bernal – Filipijnse film-, toneel- en televisieregisseur
- Frédérick Bousquet – Franse vrije slag- en vlinderslagzwemmer,  zilvermedaillewinnaar Olympische Zomerspelen 2008
- Robin Campillo – Franse scenarioschrijver, editor en filmregisseur
- Paul Cézanne – Franse kunstenaar en post-impressionistische schilder
- Lucien Clergue – Franse fotograaf, voorzitter van de Académie des Beaux-Arts
- Bradley Cooper – Amerikaanse acteur en filmproducent, twaalf keer genomineerd voor de Academy Award
- Nick Drake – Engelse singer-songwriter en muzikant
- Jean Echenoz – Franse schrijver
- Charles Exbrayat – Franse fictieschrijver
- Violet Falkenburg – Nederlandse journaliste, radio- en tv-presentatrice
- Romain Gary – Franse romanschrijver, filmregisseur, diplomaat, tweevoudig winnaar Prix Goncourt
- Joachim Gasquet – Franse auteur, dichter en kunstcriticus
- José Giovanni – Franse schrijver en filmmaker
- Robert Guédiguian – Franse filmregisseur, acteur, scenarioschrijver en producent
- Sarah Hanffou – Kameroense tafeltennisser
- Kungs – Franse DJ, muziekproducent en muzikant
- Ariane Labed – Franse actrice
- Jason Lamy-Chappuis – Frans-Amerikaanse schansspringer en langlaufskiër, goudenmedaillewinnaar in Noordse combinatie op de Olympische Winterspelen 2010
- Geoffroy Lejeune – Franse journalist, hoofdredacteur van Valeurs actuelles en Le Journal du Dimanche
- Cécile McLorin Salvant – jazz-zangeres, drievoudig Grammy Award-winnares
- Abdelwahab Meddeb – Franstalig schrijver en cultuurcriticus, hoogleraar vergelijkende literatuurwetenschap
- Paul Meurisse – Franse acteur
- Darius Milhaud – Franse componist en dirigent
- Henry Padovani – Franse muzikant, gitarist van the Police
- Marcel Pagnol – Franse romanschrijver, toneelschrijver en filmmaker
- David Pujadas – Franse journalist en televisiepresentator
- Jean-Pierre Rampal – Franse fluitist
- Jean Renoir – Franse filmregisseur
- Richard Sammel – Duitse acteur
- Patrick Süskind – Duitse schrijver en scenarioschrijver
- Jean-Louis Trintignant – Franse acteur, Beste Acteur op het Filmfestival van Cannes in 1969, César voor Beste Acteur in 2013
- Ana Lydia Vega – Puerto Ricaanse schrijver
- Francisco Villarroel - Venezolaanse advocaat, schrijver, scenarioschrijver en filmmaker
- Émile Zola – Franse romanschrijver, journalist en toneelschrijver; twee keer  genomineerd voor de Nobelprijs voor de Literatuur